# Ајер
Ајер (фр. Ayherre) насеље је и општина у југозападној Француској у региону Аквитанија, у департману Атлантски Пиринеји која припада префектури Бајон.
По подацима из 2011. године у општини је живело 987 становника, а густина насељености је износила 35,7 становника/km². Општина се простире на површини од 28 km². Налази се на средњој надморској висини од 86 метара (максималној 465 m, а минималној 20 m).

## Демографија
| 1962. | 1968. | 1975. | 1982. | 1990. | 1999. | 2011. |
| ----- | ----- | ----- | ----- | ----- | ----- | ----- |
| 842   | 810   | 765   | 812   | 791   | 841   | 987   |

График промене броја становника у току последњих година